# Колачано (Фрозиноне)
Колачано је насеље у Италији у округу Фрозиноне, региону Лацио.
Према процени из 2011. у насељу је живело 83 становника. Насеље се налази на надморској висини од 254 м.